# Allegory
Allegory è il primo album studio del gruppo melodic death metal canadese Divinity, uscito il 28 luglio 2007.

## Tracce
1. Induce – 4:40
2. Power Control – 5:27
3. Plasma – 5:36
4. Methodic – 3:14
5. Modern Prophecy – 4:04
6. Strain – 4:09
7. The Unending – 3:58
8. Chasm – 3:33
9. The Diarist – 3:08
10. Neurotyrant – 3:14